# Closer (canción de Travis)
«Closer» (en español: ‘Más cerca’) es una canción de la banda escocesa Travis, lanzado como el primer sencillo de su quinto álbum de estudio, The Boy with No Name, el 23 de abril de 2007. El sencillo alcanzó el n.o 10 en el UK Singles Chart.

## Video musical
El video muestra a la banda como empleados de un supermercado, con Healy como la mascota. Harto de su trabajo, él entra y empieza a cantar en el sistema de altavoces. Payne, que estaba trabajando en el registro completamente aburrido, saca su bajo, y Dunlop y Primrose están bailando con los clientes. Cuando su jefe, Ben Stiller, en un cameo escucha música, se trata de averiguar de dónde viene, pero se detiene tan pronto como se ve fuera de su oficina; la música se reanuda cuando Stiller vuelve a su oficina. El vídeo termina con la banda dejando el supermercado juntos. El único instrumento que aparece es el bajo de Payne, mientras que el resto de la banda no toca ninguno. Fran Healy es visto con una camiseta que dice «Radio Clyde 261».

## En la cultura popular
La canción aparece en el videojuego FIFA 08.

## Lista de canciones
- UK CD Single

1. «Closer» - 3:59
2. «The Day Today» - 2:48
3. «Closer» (Video)

- 7" Vinyl n.o 1

1. «Closer» - 3:59
2. «The Great Unknown» - 2:24

- 7" Vinyl n.o 2

1. «Closer» - 3:59
2. «This Love» - 4:05

- European Single

1. «Closer» - 3:59
2. «The Day Today» - 2:48
3. «The Great Unknown» - 2:24
4. «This Love» - 4:05
5. «Closer» (Video)

- American EP

1. «Closer» - 3:59
2. «The Day Today» - 2:48
3. «This Love» - 4:05

## Posicionamiento en listas
| Listas (2007)           | Mejor posición |
| ----------------------- | -------------- |
| UK Singles Chart        | 10             |
| Norwegian Singles Chart | 8              |
| Italian Singles Chart   | 49             |
| Czech IFPI Chart        | 85             |